# Селви
Селви (на турски: Selvi) е село в околия Бига, вилает Чанаккале, Турция. Разположено на 55 – 65 метра надморска височина. Населението му през 2012 г. е 515 души, основно българи – мюсюлмани (помаци), преселили се от Севлиевско.